# La Mujer (revista)
La Mujer va ser la primera revista femenina de l'Equador, fundada per Zoila Ugarte en 1905 amb el subtítol Revista Mensual de Literatura y Variedades. Es publicaven ressenyes històriques, poesia, contes, opinions polítiques i es comentava obertament la desigualtat de drets per a les dones de l'època.

## Història
El primer nombre de la revista es va publicar el 15 d'abril de 1905, amb 32 pàgines; les publicacions eren anònimes i l'editorial va ser redactat per la fundadora Zoila Ugarte; on va plasmar la seva protesta pel lloc de la dona en la societat, l'equitat de gènere i sobretot l'accés a l'educació:
| «                                                                   | Al bautizar nuestro periódico con el nombre de «La Mujer», manifestamos claramente que es a la bella mitad del género humano a quien lo dedicamos... Trabajaremos por ella, y para ella. No pediremos nada que ataque los derechos ajenos; queremos solamente que se la coloque en su puesto, o más bien que se coloque allí, ella misma, por el perfeccionamiento de todas sus facultades... Las mujeres, como los hombres poseemos un alma consciente, un cerebro pensador, fantasía creadora... | » |
| — Editorial per Zoila Ugarte de Landívar -Revista "La Mujer" (1905) | |   |

A partir de la segona publicació, en cada article es va incloure el nom de l'autora corresponent.
Només es van crear sis números de la revista, ja que en diverses ocasions la impremta va ser clausurada per petició de diversos sectors socials, especialment de l'Església catòlica, pels seus comentaris sufragistes i feministes. L'última publicació va ser a l'octubre de 1905.

## Col·laboradores
Les col·laboradores més destacades de la revista van ser:
- María Natalia Vaca
- Mercedes González de Moscoso
- Isabel Donoso de Espinel
- Lastenia Larriva de Llona
- Ana María Barnús
- Josefina Veintemilla
- Dolores Sucre
- Delia C. de González